# George Jerrard
George Birch Jerrard (25 de noviembre de 1804 - 23 de noviembre de 1863) fue un matemático británico.
Estudió en el Trinity College de Dublín de 1821 a 1827. Su principal trabajo fue sobre la teoría de ecuaciones, donde se mostró reacio a aceptar la validez del trabajo de Niels Henrik Abel sobre la insolubilidad de la ecuación quíntica por radicales. Encontró una forma de utilizar las transformaciones de Tschirnhaus para eliminar tres de los términos en una ecuación, que generalizó el trabajo de Erland Bring (1736-1798), y ahora se llama forma normal de Bring-Jerrard.

## Obras
- An essay on the resolution of equations, part 1, London 1858, (online).